# Sato Kodai
Kodai Sato (sinh ngày 24 tháng 8 năm 1985) là một cầu thủ bóng đá người Nhật Bản.

## Sự nghiệp câu lạc bộ
Kodai Sato đã từng chơi cho NEC Tokin, Grulla Morioka và Vanraure Hachinohe.